# Барзан (Алба)
Барзан (рум. Bârzan) насеље је у Румунији у округу Алба у општини Лупша. Oпштина се налази на надморској висини од 601 m.

## Становништво
Према подацима из 2002. године у насељу је живело 45 становника, од којих су сви румунске националности.